# Rock County, Wisconsin
Rock County är ett administrativt område i delstaten Wisconsin, USA, med 160 331 invånare. Den administrativa huvudorten (county seat) är Janesville.

## Geografi
Enligt United States Census Bureau har countyt en total area på 1 881 km². 1 866 km² av den arean är land och 15 km² är vatten.

### Angränsande countyn
- Green County - väst
- Dane County - nord
- Jefferson County - nordost
- Walworth County - öst
- Boone County, Illinois - syd
- Winnebago County, Illinois - syd

### Städer
- Beloit
- Edgerton (delvis i Dane County)
- Janesville